# 茨木療護園
茨木療護園（いばらきりょうごえん）は、大阪府茨木市にある入所型の身体障害者福祉施設。社会福祉法人友愛会が運営している。

## 所在地
大阪府茨木市大字安元27番地

## 交通手段
阪急バス団地入口停留所下車、徒歩約30分。

## 周辺
- 茨木市立忍頂寺小学校
- 忍頂寺スポーツ公園